# 王麟書
王麟書（?—?），字仲文，號麓園，順天府大興縣（今北京市區）人，清朝政治人物。

## 生平
乾隆五十八年（1793年）進士，選翰林院庶吉士，散館授編修。官至禮科給事中。